# 合兴乡 (仁寿县)
合兴乡，是中华人民共和国四川省眉山市仁寿县曾经下辖的一个乡。2019年12月，撤销合兴乡，将其所属行政区域划归钟祥镇管辖。

## 行政区划
合兴乡撤销前下辖以下地区：
合兴村、龙头村、新祠村、马塘村和灯塔村。